# Hippodrome d'Avenches
 (avril 2025).
Si vous disposez d'ouvrages ou d'articles de référence ou si vous connaissez des sites web de qualité traitant du thème abordé ici, merci de compléter l'article en donnant les références utiles à sa vérifiabilité et en les liant à la section « Notes et références ».

L'hippodrome d'Avenches se trouve à Avenches en Suisse. Il accueille de nombreuses courses hippiques, toutes épreuves confondues (trot, plat, haies, steeple).
Inauguré en 1999 sur le terrain du haras fédéral, il accueille une vingtaine de réunions par an. Il comporte 3 pistes, corde à gauche : une piste de 1.670 mètres en gazon (plat), une piste de 1.425 mètres en porphyre rose (trot) et une piste de 1 300 mètres en gazon (haies et steeple).
Les deux épreuves phares de la saison sont le Prix du Président (trot) et les 1.000 Guinées Suisse (plat).